# مقياس التداخل فيرجو
مقياس التداخل فيرجو (مقياس تداخل العذراء) هو أداة علمية ليزرية عملاقة لقياس التداخل مصممة للكشف عن الأمواج الثقالية التي تنبأت بها نظرية النسبية العامة. فيرجو يشبه مقياس ميكلسون للتداخل معزول عن الاضطرابات الخارجية: ويعمل شعاع ليزر فيرجو في أنبوبين طويلين متعامدين مفرغان من الهواء . يبلغ طول كل من الأنبوبين ثلاثة كيلومترات ويقع في كاسينا، وهي بلدة صغيرة بالقرب من بيزا بإيطاليا في موقع المرصد الأوروبي للأمواج الثقالية EGO .مشروع فيرجو هو تعاون دولي لعلماء من فرنسا وإيطاليا وهولندا وبولندا والمجر. صمم مرصد فيرجو وتم بناءه من خلال تعاون بين المركز الفرنسي الوطني للبحث العلمي والمعهد الإيطالي الوطني فيسيكا نوكلير.

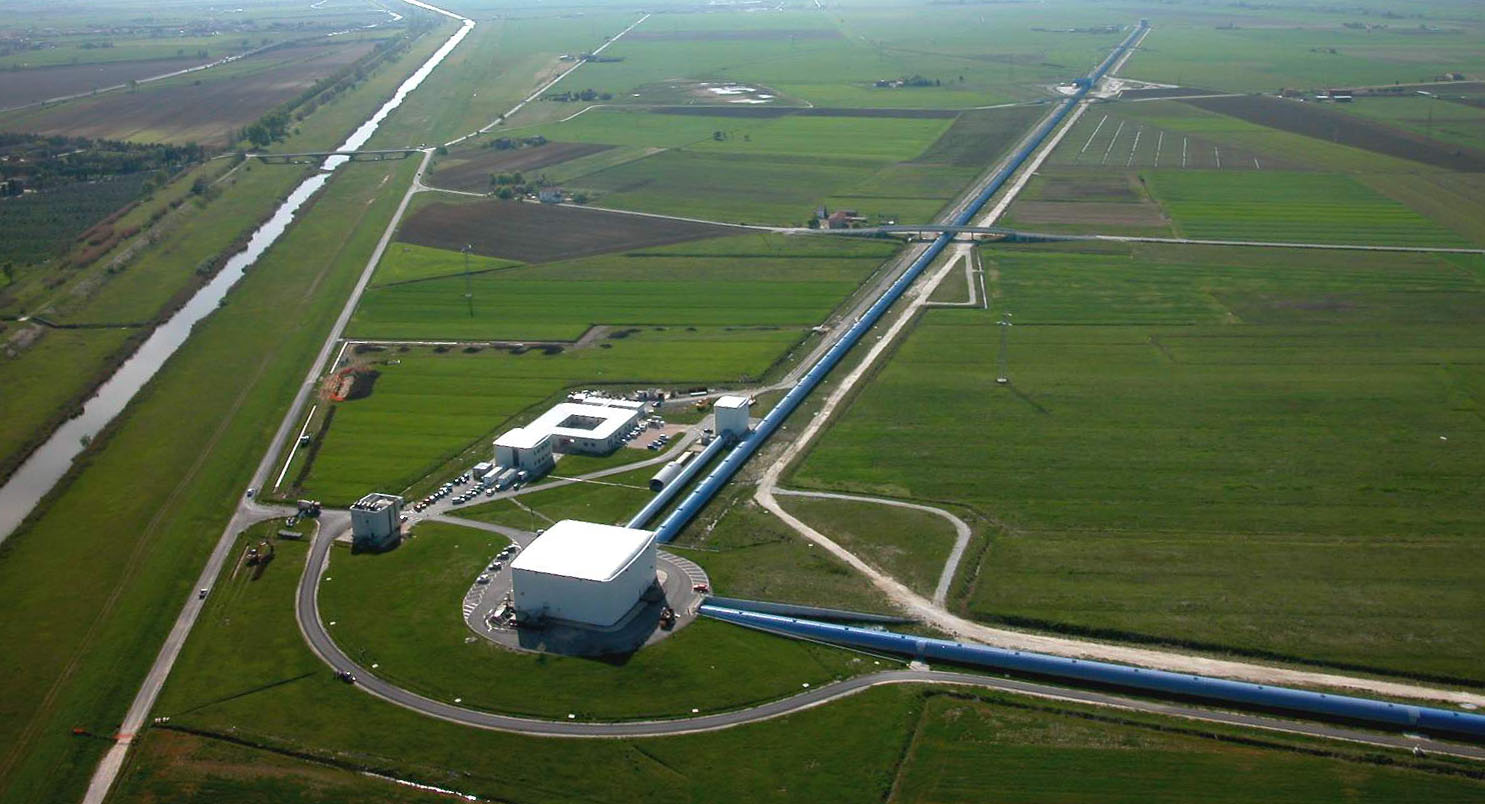
صورة من الجو لتجربة فيرجو ، ونرى فيها الأنبوبين المتعامدين وكل منهما بطول 3 كيلومتر. في الوسط حجرة تشغيل شعاع الليزر وجهاز التداخل والنظام الحاسوبي.

منذ عام 2007، وافق فيرجو ومرصد الليزر المتطور لقياس تداخل الموجات الثقالية (ليغو) على تبادل وتحليل البيانات المسجلة من قبل أجهزة الكشف الخاصة للمرصدين، ونشر النتائج بشكل مشترك. سمي مقياس التداخل فيرجو نسبة لعنقود العذراء المجري المكون من حوالي 1500 مجرة في كوكبة العذراء، حوالي 50 مليون سنة ضوئية من الأرض.
```
في 14 سبتمبر 
2015
 نجح فيرجو ومرصد الليزر المتطور لقياس تداخل الموجات الثقالية (ليغو) في إجراء 
أول عملية رصد للأمواج الثقالية
 وأعلن عنها في 11 فبراير 2016.
[
4
]
[
5
]
[
6
]
```

## وصلات خارجية
- Description on EGO's website
- Virgo's homepage
- Advanced Virgo Technical Design Report نسخة محفوظة 13 أبريل 2013 at Archive.is